# Schmalkaldiska artiklarna
Schmalkaldiska artiklarna är en luthersk bekännelseskrift som ingår i Konkordieboken. Schmalkaldiska artiklarna författades 1537 av Martin Luther och utgör en summering av luthersk doktrin. Namnet har med Schmalkaldiska förbundet att göra.